# Tomasz Palacz
Tomasz Palacz (ur. 15 października 1934 w Lubomierzu, zm. 15 lipca 2009 w Orońsku) – polonista, nauczyciel, działacz oświaty i kultury.

## Życiorys
W 1951–1956 studiował polonistykę na Uniwersytecie Jagiellońskim. Następnie odbył roczną praktykę zawodową nauczyciela w I Liceum Ogólnokształcącym im. Jana Długosza w Nowym Saczu pod opieką Antoniego Sitka. W 1957–1963 pracował jako nauczyciel języka polskiego i historii w Liceum Ogólnokształcącym im. Henryka Sienkiewicza w Szydłowcu. W tym czasie rozwijał własne zainteresowania historyczno-kulturowe. W 1962 współorganizował miejscowe koło Polskiego Towarzystwa Turystyczno-Krajoznawczego. 1 listopada 1962 objął stanowisko podinspektora w Wydziale Oświaty Urzędu Miejskiego, nadzorując działalność szkół wszystkich typów i stopni. W 1966 wraz z Aliną Czyż, Stanisławem Dworakiem, Tadeuszem Gogaczem, Ireną Przybyłowską-Hanusz i Danutą Słomińską-Paprocką zorganizował Towarzystwo Miłośników Ziemi Szydłowieckiej, którego został przewodniczącym (do 1972). W 1967–1972 pracował jako naczelnik wydziału oświaty Urzędu Powiatowego, inspirując do rozwoju instytucji kultury, m.in. powołania klubów „Ruchu” i „Rolnika” oraz domu kultury w Pawłowie. W 1970–1972 przewodniczył Powiatowemu Komitetowi Kultury i Sztuki. W 1972–1975 pracował na analogicznych stanowiskach w Radomiu. W 1975–1983 dyrektor Muzeum Okręgowego, następnie Centrum Rzeźby Polskiej w Orońsku (1983–2004). W 2001–2009 pełnił funkcję prezesa Fundacji im. Józefa Brandta. Zmarł w 2009 w Orońsku, gdzie został pochowany.
Był żonaty z Anną, także polonistką i nauczycielką. Mieli córkę Grażynę, transfuzjolożkę oraz syna Andrzeja, wydawcę.

## Publikacje
Był redaktorem naczelnym czasopism naukowych i kulturalno-artystycznych: „Rocznika Muzeum Radomskiego” (1977–1983), „Rzeźby Polskiej” (1983–2004) i „Orońska” (1987–2009). Ponadto opublikował wiele opracowań autorskich:
- 1970: Szydłowiec: 500 lat praw magdeburskich 1470–1970. Szydłowiec: UM.
- 1971a: Szydłowiec. Kielce: Muzeum Świętokrzyskie. (współautor: Danuta Paprocka).
- 1971b: Ziemia szydłowiecka w historii i kulturze Kielecczyzny. Szydłowiec: TMZS.
- 1972: Michał Mosiołek (1867–1898): Działacz i pisarz chłopski z Wysokiej. „Biuletyn Kwartalny Radomskiego Towarzystwa Naukowego” T. 9: z. 3–4, s. 85–96.
- 1975: Niemcewicz na drogach i bezdrożach Kielecczyzny 1811 roku. „Biuletyn Kwartalny Radomskiego Towarzystwa Naukowego” T. 12: z. 1–2, s. 59–80.
- 1983: Czarnoleskie Muzeum Jana Kochanowskiego. „Biuletyn Kwartalny Radomskiego Towarzystwa Naukowego” T. 20: z. 1–2, s. 83–114.
- 1985: Muzeum i sztuki plastyczne. [W:] Radom: Dzieje miasta w XIX i XX wieku. Red. Witkowski, Stefan. Warszawa: PWN, s. 405–410. (współautor: Anna Apanowicz).
- 1986: Czarnolas Jana Kochanowskiego. Lublin: Wyd. Lubelskie.
- 1998: Człek – Boże igrzysko: Jan Kochanowski w Radomskiem. Radom: ITE.
- 2005: Skarbczyk pamięci: Poeci z okolic Orońska: Jacek (Hiacynt) Przetocki, Feliks Gawdzicki, Amelia Pruszakowa. Warszawa: „Inicjał”.
- 2009: Z pogranicza Orońska. Warszawa: „Inicjał”.
- 2018: Franciszek Ksawery Christiani (1772–1842). Oprac. Palacz, Andrzej. Warszawa: „Inicjał”.

## Odznaczenia
- Krzyż Kawalerski Orderu Odrodzenia Polski,

- Odznaka Zasłużony Działacz Kultury,
- Złota Odznaka za Opiekę nad Zabytkami.